# Le Pèlerinage (film)
Pour les articles homonymes, voir Le Pèlerinage.
Le Pèlerinage est un film français de court métrage réalisé par Jean L'Hôte, sorti en 1962. 

## Fiche technique
- Titre : Le Pèlerinage
- Réalisation : Jean L'Hôte
- Photographie : André Bureau
- Musique : Dino Castro
- Production : CAPAC (Compagnie artistique de productions et d'adaptations cinématographiques)
- Pays d'origine : France
- Format : Noir et blanc - 35 mm
- Durée : 22 min
- Date de sortie : 1962

## Distribution
- Danièle Delorme
- Yves Barsacq
- Yves Robert
- Paul Grimault
- Pierre Étaix